# ユートピア (ドクター・フーのエピソード)
「ユートピア」（原題: "Utopia"）は、イギリスのSFドラマ『ドクター・フー』第3シリーズ第11話。2007年6月16日に BBC One で初めて放送され、日本では LaLa TV で2012年3月4日に放送された。「鳴り響くドラム」と「ラスト・オブ・タイムロード」と共に一続きの物語を形成しており、その三部作の第一編である。1996年のテレビ映画版『ドクター・フー』にも登場した、クラシックシリーズの異星人の悪役マスターが再登場を果たした。
本作の舞台は宇宙が熱的死を迎えつつある100兆年後の未来で、ヤナ教授が"ユートピア"と呼ばれる場所へ最後の人類の末裔たちをロケットで送ろうとする。

## 連続性
「ユートピア」では「大渋滞」でフェイス・オブ・ボーが口にしたメッセージ「君は一人ではない」（"You Are Not Alone"）の意味が明かされる。英語の各単語の頭文字を抜き出すとYANA=ヤナとなり、ヤナ教授の正体がドクター以外で唯一生き残っていたタイムロードのマスターであることを意味する。懐中時計を使ってタイムロードを人間に変えるというコンセプトは第3シリーズの「ジョン・スミスの恋」/「ファミリーと永遠の命」でドクターが人間ジョン・スミスとして隠れた際に登場したもので、マスターの正体を隠す装置として本作のクライマックスに大きく関与した。
本作ではかつてのコンパニオンであったジャック・ハークネスが再登場した。彼は「わかれ道」（2005年）でドクターに置き去りにされた後、スピンオフシリーズ『秘密情報部トーチウッド』の主人公となり、その第1シリーズ最終話「世界の終わり」でドクターの来訪を悟った。ジャックは「クリスマスの侵略者」でシコラックスに斬り落とされたドクターの手を回収してドクター探知機として使用しており、ドクターが接近したときに発泡するジェルの中に保管していた。ドクターの手は後に「鳴り響くドラム」、「ラスト・オブ・タイムロード」、「盗まれた地球」、「旅の終わり」で再登場する。
本エピソードではマスターとして知られる裏切者のタイムロードが1996年のテレビ映画版以来の再登場を果たした。また本作では「地球最後の日」、「悲しきスリジーン」、「わかれ道」、「クリスマスの侵略者」、『秘密情報部トーチウッド』のエピソード「世界の終わり」の出来事への言及があったほか、「わかれ道」「クリスマスの侵略者」「ジョン・スミスの恋」「大渋滞」のクリップ映像が流れ、またヤナ教授の懐中時計が開く前に過去にマスター役を演じたアンソニー・アインリーの笑い声とロジャー・デルガードの The Daemons での台詞が流れた。
デレク・ジャコビはドクターが出会った描写のあるマスターでは5代目のマスターを、ジョン・シムは6代目のマスターを演じた。サクソン氏 (Mister Saxon) は"Master No. Six" のアナグラムであると推論し、ミスリード（燻製ニシンの虚偽）かもしれないとする意見もあった。しかし、質問を受けた際にラッセル・T・デイヴィスはアナグラムについてわざとではなかったと主張した。ジャコビはフラシュアニメ版9代目ドクターの Scream of the Shalka でもマスター役を演じた。
本作はマスターの再生が初めて描写されたエピソードでもあった。クラシックシリーズでは3代目ドクターの対としてロジャー・デルガードが演じたマスター、The Deadly Assasin（1976年)と The Keeper of Traken（1981年）で登場したマスターの2人が自然な再生体としてのマスターである。再生を使い果たしたマスターは生き延びるために The Keeper of Traken で別人の肉体を奪い、1996年のテレビ映画版でも同様の手法を使って生き延びていた。本作に続く「鳴り響くドラム」でマスターはタイムロードがタイム・ウォーの際に兵士として彼を蘇られたと主張し、以前に "The Five Doctors" で言及されていたようにおそらく新たな再生サイクルを備えた肉体を与えられた。ドクター以外のタイムロードの再生が描かれたエピソードとしては本作は2番目（新シリーズでは最初）であり、番組の歴史を通しての最初は "Planet of the Spiders"（1974年）でのカンポの再生シーンであった、"Destiny of the Daleks"（1979年）の最初のエピソードではロマーナが再生したが、この過程は描かれなかった。
マスターは本エピソードを通してドラムの音が頭に響き続けており、この音は「鳴り響くドラム」と「ラスト・オブ・タイムロード」でも続き、「時の終わり」のプロットポイントとなった。

## 制作
本作は Totally Doctor Who で三部作の第一話であることが放送の前に告知されており、それ以前では本作に続く2話だけが繋がっているとされていた。Doctor Who Magazine のシーズン調査などの後の参考資料では、これら3エピソードは1つの三部作の物語として扱われている。ラッセル・T・デイヴィスは「ユートピア」を分かれた物語として認識していると述べたが、この決定は恣意的であるともコメントした。
本作は新シリーズでは初めてタイトルバックに主要キャスト3人がクレジットされたエピソードであった。10代目ドクター役のデイヴィッド・テナント、マーサ・ジョーンズ役のフリーマ・アジェマンに加えてキャプテン・ジャック・ハークネス役のジョン・バロウマンがクレジットされた。

### キャティング
デレク・ジャコビが『ドクター・フー』に携わったのはこれで三度目である。最初は2003年9月のオーディオドラマ Deadlineで、自身がドクターであると信じ込んでいる脚本家役を演じた。二度目は数ヶ月後にウェブ放送された Scream of the Shalka で、マスターのアンドロイド体を演じた。2017年にジャコビは「ユートピア」での役に復帰し、オーディオドラマシリーズ The War Masterに出演した。
副官役を演じたニール・レイドマンもかつて『ドクター・フー』に携わっており、8代目ドクターのオーディオドラマ Memory Lane でトム・ブラウディを演じ、警備員役のロバート・フォークナルも8代目ドクターのオーディオドラマ The Company of Friends でバイロン卿を演じた。
チャン・ゾーを演じたチポ・チャンは後に「運命の左折」で占い師役を演じた。未来種の首領を演じたポール・マーク・デイヴィスも『ドクター・フー』の世界に復帰し、スピンオフ The Sarah Jane Adventures の Whatever Happened to Sarah Jane、The Temptation of Sarah Jane Smith、The Wedding of Sarah Jane Smith でトリックスター役を演じた。また、彼は『秘密情報部トーチウッド』の「終局」にも出演し、『CLASS/クラス』で主要な悪役コラカイナス役を演じた。
クリート役を演じたジョン・ベルは、『ブルー・ピーター』コンテストで優勝して本作に出演した9歳の少年であった。

### 音楽
元々『秘密情報部トーチウッド』のために作曲された音楽が本エピソードのBGMとして流れている。ジャックがターディスに向かって走ってくるシーンでは『秘密情報部トーチウッド』のテーマを編曲したものが流れ、ジャックがタイム・ヴォルテックスをターディスにしがみついて抜けた後に死んで横たわっている場面ではモチーフが流れた。ドラムのモチーフは5代目ドクターの時代の『ドクター・フー』のテーマを彷彿とさせ、ロン・グレイナーが作曲、デリア・ダービーシャーが完成させた。

## 放送と評価
「ユートピア」はイギリスでは2007年6月16日に BBC One 初めて放送させた。当夜の視聴者数は730万人で、タイムシフト視聴者を考慮すると784万人に上った。その週の BBC One の番組では4番目に多く視聴されたエピソードで、評価指数は87であった。
IGNのトラヴィス・フィケットは本作を10点満点で8.4と評価し、「シーズンフィナーレのエピソードの幕開けとなる素晴らしい手法」と呼び、特にこれまでのエピソードで登場した要素が重要なものとなっている点を称賛した。しかし彼はエピソードの冒頭については批判的で、ジャックの登場をやや馬鹿げていると論評した上、「文明の残骸は『マッドマックス』が宇宙の吸血鬼に追われることを拒んでいるようだ」とした。SFXのリチャード・エドワーズは「ユートピア」を5つ星のうち4つ星とし、より壮大な物語の一部であるため構想は最小限であるとしたが、ジャックの過去とマスターの再登場を称賛したThe Stage の批評家マーク・ライトは「ユートピア」に賛否両論を持ち、惑星上の20分を嫌ったが、ヤナ教授役のジャコビの出演や、特に彼の正体の発覚を高評価した。
本作については数多くの批評家やライターがそのクリフハンガーについてコメントを残した。io9のチャーリー・ジェーン・アンダースと Den of Geek のJeff Szpirglasは本作のクリフハンガーをシリーズで最高のクリフハンガーの1つに挙げ、マーク・ハリソンは別の Den of Geek の記事で10代目ドクターの時代の最高のクリフハンガーに選んだ。また、Digital Spy のモーガン・ジェフリーとクリス・アレンは本作のクリフハンガーを新シリーズで5番目に優れたクリフハンガーに選んだ。ジェフリーは本作のクリフハンガーを「見事な蓄積したクリフハンガー」であると述べ、アレンは「『ユートピア』をかなり平均的なエピソードから全く別の物へ昇華する素晴らしいクリフハンガー」であると評価した。ガーディアンのスティーヴン・ヴルックは「シリーズ全体でおそらく最高の瞬間だ」と第３シリーズの感想で述べた。